# Asterina stellifera
Asterina stellifera är en sjöstjärneart som först beskrevs av Karl Möbius 1859.  Asterina stellifera ingår i släktet Asterina och familjen Asterinidae. Inga underarter finns listade i Catalogue of Life.